# 竹南 (大字)
竹南，原稱三角店，是臺灣苗栗縣竹南鎮的一個傳統地域名稱，位於該鎮東部偏南。相較於今日行政區，其範圍大致包括正南里、竹南里、照南里、新南里不含最南端尖角部分。
本地區發展雖比中港晚，但因縱貫線鐵路經過並設站，如今已成為竹南鎮的行政與經濟中心。

## 歷史
台灣清治末期至日治初期，竹南地區為一街庄，稱為「三角店庄」，隸屬於竹南一堡。該庄西北與營盤邊庄為鄰，東北與蟠桃庄為鄰，東邊為田藔庄，南邊及西南邊為鹽館前庄。
1901年（日治明治三十四年）11月，全台廢縣廳改設二十廳，該庄隸屬於新竹廳。1909年（明治四十二年）10月，合併二十廳為十二廳，該庄隸屬不變。1920年（大正九年），廢十二廳改設五州二廳，該庄改制並改名為「竹南」大字，隸屬於新竹州竹南郡竹南庄。1940年，竹南庄升格為竹南街。
戰後竹南街改制為竹南鎮，隸屬於新竹縣，大字亦改制為里。1950年桃、竹、苗分治，竹南鎮改隸屬於苗栗縣。

## 聚落
本地區發展較早的聚落有崁頂、五谷王廟、三角店、頂廟仔等，在日治期初期的官方地圖上已有記載。

## 交通
台鐵縱貫線是台灣西部鐵路幹線，大致以縱向經過竹南地區，並在南側真如路附近分叉為山線及海線，其中山線沿原方向續往南行，海線則略往西南方向而行。境內設有竹南車站，屬一等站，除太魯閣號、普悠瑪號、自強號僅停靠部分班次外，其餘各級列車全部停靠。
省道台13線（永貞路二段）是香山內湖至豐原的幹道，大致以縱向穿越本地區中部。由該道路向北轉東北再轉北可前往香山內湖並止於省道台1線路口；向南前往造橋赤崎仔、頭屋、苗栗、銅鑼等地。
縣道124號（環市路一段、維新路、東平路）是保安林至仙山口（原竹南至獅潭）的道路，大致以橫向轉縱向再轉橫向經過本地區南部及東南部邊界地帶。由該道路向西轉南再轉西南西可經鹽館前而前往海口地區的海邊保安林，向東可前往頭份、三灣、南庄等地。

## 學校
- 竹南高中
- 竹南國中
- 新南國小

## 廟宇
- 竹南五穀宮（神農廟）

## 運動休閒
- 竹南運動公園